# Mantus
Mantus — немецкий музыкальный проект, основанный Мартином Шиндлером в 1997 году. Своим названием он обязан этрусскому богу подземного царства Мантусу.
Творчество группы скрывает в себе философию ‘’романтического нигилизма’’ - это значит, что вокруг нас, над нами и вне нашей досягаемости ничего нет и не может существовать. Но в нас и благодаря нашей духовной энергии в нашем мире царят представление о жизни, воля к жизни и власть действительного бытия, которое только через нас является таким, как мы его осознаем и хотим осознавать.Внутри этого мира мы признаём себя как Человека, со всеми его ошибками и заблуждениями и со всей его силой. Страсть поддерживает жизнь в этом мире и наполняет человеческое существование. Поэтому нам нужны боги, чтобы молиться, красота, чтобы любить, и смерть, чтобы умирать". Это основная мысль их музыки и текстов.
Проект был основан примерно в 1997 году и долгое время состоял из одного Мартина (живёт в Кёльне, также участник Black Heaven, Sepia), пока он не начал писать тексты, которые из-за содержащихся в них эротических мыслей уже нельзя было петь одному. Таким образом в проект вошла Талия (его сестра - Тина Шиндлер живёт в Оснаюбрюке, участница Black Heaven, Sepia). В 2000 году группа решает записать свой первый альбом - " Liebe und Tod" на немецком лейбле "Trisol"

## Дискография

### Альбомы
- 2000: Liebe und Tod
- 2001: Abschied
- 2002: Fremde Welten
- 2003: Weg ins Paradies
- 2004: Ein Hauch von Wirklichkeit
- 2004: Keine Liebe (CD)
- 2005: Zeit muss enden
- 2006: Chronik (Best of) (Comptitation)
- 2009: Requiem
- 2009: Königreich der Angst (EP)
- 2010: Demut
- 2010: Die Hochzeit von Himmel und Hölle
- 2011: Zeichen
- 2011: Sünder (EP)
- 2012: Wölfe
- 2013: Fatum (Best Of)
- 2014: Portrait aus Wut und Trauer
- 2014: Grenzland (бонус-диск Limited Edition 2CD)
- 2015: Melancholia
- 2015: 15 Jahre (бонус-диск 2 CD Melancholia)
- 2016: Refugium
- 2018: Staub und Asche
- 2018: Blümen in der Hölle (Lyric Session)
- 2018: Katharsis
- 2019: Pagan Folk Songs
- 2021: Manifest
- 2023: Verstärker

### Синглы
- 2004: Keine Liebe (CD)
- 2009: Königreich der Angst (EP)
- 2011: Sünder (EP)

## Клипы
- 2000: Wir warten auf den Tod
- 2004: Keine Liebe
- 2004: Scherben
- 2004: Tanz der Sinne
- 2018: Weiss und Kalt
- 2018: Frei in Gedanken
- 2018: Poet
- 2018: Wir Sind die Nacht
- 2018 Süss wie der Tod